# Joe Borsani
José Luis Borsani Selva, más conocido por su nombre artístico Joe Borsani (Florencio Varela, 1944-Madrid, 8 de junio de 2003), compositor, actor, director teatral, cantante y productor musical argentino instalado en España y naturalizado español.

## Biografía
A principios de los años sesenta creó el conjunto Los Tíos Queridos, con el que grabó seis elepés, tuvo éxitos como «El globo rojo» y «Voy a pintar las paredes con tu nombre» e hizo giras que le convirtieron en estrella del pop por toda América Latina. En uno de esos viajes se produjo el golpe de Estado del general Jorge Rafael Videla y Joe Borsani y su mujer, cantante en dicho grupo, María Teresa Campilongo «Rubi», decidieron no regresar e instalarse en España en 1976. Allí fue un pionero de la Movida madrileña con su grupo Sissi. Como compositor, hizo canciones para artistas como Palito Ortega, Miguel Bosé, Dyango, Germán Coppini, Sandro, Fernando Márquez el Zurdo, Tijeritas, su propia mujer Rubi o Paco Clavel. Entre sus composiciones se encuentra el clásico «Yo tenía un novio (que tocaba en un conjunto beat)», tema interpretado originalmente por Los Tíos Queridos, y después (en 1981) por Rubi y los Casinos, conjunto cuya cantante Rubi era su esposa y con la que tuvo una hija -también músico- que le dio un nieto. 
Como actor, trabajó con al argentino Carlos Borcosque en Voy a hablar de la esperanza, o en La gran felicidad, dirigida por su hermano Carlos Borsani. Compuso la música de las películas dirigidas por Enrique Carreras La familia hippie y ¡Viva la vida!, actuando además en ellas. Entre 1983 y 1985 fue director artístico de la legendaria Sala Rock-Ola, promocionando a artistas como Alaska, Carlos Berlanga, Nacho Canut o Radio Futura y donde actuaron grupos punteros como The Lords of the New Church y artistas inclasificables underground como Divine. Grabó en solitario dos discos, con canciones propias y ajenas: Amigos entrañables en la oscuridad y un CD inédito en el que, acompañado por dos pianos, cantaba catorce temas, propios y ajenos, a los que se sentía especialmente vinculado. Dirigió teatro, cosechando éxitos que se han mantenido durante años, como la obra ¡Viva Quevedo!, en la que puso música a varios poemas de Quevedo.
Como productor discográfico hizo entre otras cosas álbumes de Fernando Márquez o Germán Coppini, destacando el disco colectivo Duets, con temas interpretados por Pedro Almodóvar, Alaska, Paco Clavel, Javier Furia, Bernardo Bonezzi o Herminio Molero, entre otros. Además, dirigió una serie de recopilatorios para la compañía Discoloco: Tremenda Movida Latina (Discoloco, 1995) y Tremenda Movida Latina Vol. II (Discoloco, 2000), donde se incluían canciones de artistas que mezclaban pop y ritmos tropicales con canciones del propio Joe Borsani, Rubi, German Coppini, Malevaje, Fernándo Márquez o Víctor Coyote, entre otros muchos.
En 2003 fue asesinado en Madrid en extrañas circunstancias.